# Telephone
«Telephone» es una canción interpretada por la cantante estadounidense Lady Gaga con la colaboración de Beyoncé, coescrita por ambas cantantes y coproducida por Gaga y Darkchild, e incluida en el tercer EP de la cantante, The Fame Monster, de 2009. Originalmente, la canción había sido creada para Britney Spears, quien grabó un demo para su sexto álbum de estudio, Circus (2008), pero la descartó. Fue compuesta a manera de canción electropop y dance pop de medio tiempo con una melodía de nivel ascendente, en la cual la protagonista siente «miedo a la sofocación», en referencia a los orígenes del disco.
Durante enero, febrero y marzo de 2010, «Telephone» se convirtió en el segundo sencillo internacional del álbum. Fue bien recibida por parte de los críticos, llegando a ser llamada uno de los momentos más destacados en el disco. «Telephone» tuvo una gran recepción comercial, entrando en el repertorio de los diez más vendidos en casi todos los países, y llegando al n.º 1 en países como Bélgica, Irlanda y Reino Unido. Mundialmente, la canción ha vendido más de 7 400 000 descargas digitales, haciendo que sea una de las canciones más exitosas del 2010.
Gaga ha interpretado mundialmente «Telephone» durante su gira The Monster Ball Tour, además de que presentó la canción en programas de televisión como Music Station, en Japón, donde la cantante incluyó una pequeña dramatización similar a la del propio vídeo musical de la canción; en el programa británico Friday Night with Jonathan Ross; y en la ceremonia de premios Brit Awards de 2010, donde cantó una versión acústica dedicada para el reciente fallecido Alexander McQueen. Mientras tanto, el videoclip de la canción, dirigido por el director sueco Jonas Åkerlund, y estrenado el 11 de marzo de 2010, fue recibido positivamente, siendo considerado «el vídeo del año». La canción estuvo nominada en los premios Grammy a la mejor colaboración vocal de pop, pero perdió ante «Imagine» de Herbie Hancock, Pink, India.Arie, Seal, Konono Nº1, Jeff Beck y Oumou Sangaré.

## Antecedentes
Inicialmente, Lady Gaga y Darkchild escribieron «Telephone» para la cantante estadounidense Britney Spears, con el fin de incluirla en su sexto álbum de estudio Circus. Sin embargo, el sello discográfico de Spears rechazó la canción y Gaga decidió convertir la canción en un dueto con Beyoncé.
Gaga comentó al respecto diciendo que «la escribí para ella hace mucho tiempo y no la utilizó para su álbum. Está bien, porque me encanta la canción y ahora la usaré yo». A pesar de no aceptar la canción, Britney Spears fue elegida originalmente como la vocalista invitada, pero por razones desconocidas, Gaga decidió que Beyoncé fuera la colaboradora.

## Composición
La canción fue escrita por Lady Gaga, Darkchild, LaShawn Daniels, Lazonate Franklin y Knowles y coproducida entre Jerkins y Gaga. «Telephone» está compuesta en compás de 4/4 y en la tonalidad Fa menor. El instrumento que sobresale en la melodía es el teclado electrónico. El rango vocal de ambas cantantes se extiende desde la nota F3 hasta C5. La canción sigue su progresión armónica de acordes Fm–A♭–B♭–Fm en el coro. Si bien la canción está construida para un dueto, Beyoncé aparece únicamente como apoyo en el coro y en un breve interludio. La canción comienza con Gaga cantando mientras suena de fondo un arpa y de inmediato se acelera el ritmo.
La letra de «Telephone» trata sobre la cantante que se encuentra en una discoteca y su novio la está llamando, pero ella no puede atender, ya que está bebiendo y bailando su canción favorita, tal como el coro dice «Stop calling, stop calling, I don't want to talk anymore —en español: Para de llamar, para de llamar, no quiero hablarlo más—» La inspiración principal detrás de la canción fue el temor de Gaga a la sofocación. La cantante explicó a MTV que:

«Miedo a la sofocación — algo a lo que le tengo miedo es a no poder disfrutar de mí misma (...) me gusta mucho mi trabajo, pero me resulta realmente difícil salir y pasar un buen rato (...) no ir a discotecas (...) no puedes ver fotos mías cayendo fuera de la disco por mi embriaguez — y eso es porque usualmente voy y después, tú sabes, un whisky y tengo que volver al trabajo».
Lady Gaga

## Vídeo musical

### Filmación
El vídeo musical de «Telephone» fue filmado durante la última semana de enero de 2010 y fue dirigido por el director sueco Jonas Åkerlund. Al respecto, el director, quien había dejado de hacer videos, aceptó la propuesta de la cantante y comentó que «todo le recuerda a los grandes días de la MTV, cuando cada uno de tus trabajos causaban impresión [...] es algo que no me sucedía hace años, pero vuelve a sucederme». Las primeras escenas producidas fueron en las que Beyoncé y Lady Gaga dialogaban e interpretaban el tema dentro de la camioneta Pussy Wagon, la cual fue usada en la película Kill Bill de Quentin Tarantino.

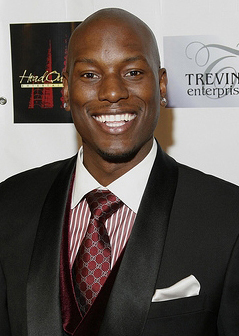
El cantante Tyrese Gibson aparece en el vídeo de «Telephone».

De acuerdo con la revista New York, el concepto del vídeo trata sobre como Gaga sale de la prisión gracias a Beyoncé. MTV añadió que en el vídeo iba a haber una escena en un restaurante en la cual participaría el cantante Tyrese Gibson. El 29 de enero de 2010, New York confirmó que los diseñadores Franc Fernández y Óscar Olima eran los encargados de diseñar el vestuario para las cantantes. Durante una entrevista que Gaga cedió al noticiero E! News, dijo que:

«Hubo una calidad asombrosa en 'Paparazzi' (...) Quise hacer algo similar con este vídeo.
Sin dudas, hay una inspiración de Tarantino en el vídeo. Su participación más directa fue cederme la Pussy Wagon. Estábamos almorzando un día en Los Ángeles y le conté el concepto del video; le encantó y me dijo "tienes que usar la Pussy Wagon"».
Lady Gaga

El 5 de febrero de 2010, Gaga tuvo una entrevista con el reportero Ryan Seacrest de la estación de radio KIIS-FM. La cantante comentó que se sentía mal por el vídeo de «Bad Romance», ya que según ella, el de «Telephone» es mucho mejor, y agregó que «lo que me gusta es que va a ser un acontecimiento pop... cuando era más joven, siempre me emocionaba con este tipo de eventos». La banda neoyorquina Semi Precious Weapons reveló que harían un cameo para el vídeo.

### Lanzamiento
El 15 de febrero fueron publicadas tres fotografías del vídeo en la página oficial de la cantante. En las imágenes, Gaga aparece con un extravagante casco azul hecho con una parte de un teléfono, en otra que se la ve bailando en el restaurante con un sostén que tiene la bandera de Estados Unidos y en otra fotografía que aparece como mesera. El video fue originalmente programado para estrenarse en febrero de 2010, pero luego se retrasó hasta marzo del mismo año.
El 28 de febrero de 2010 Gaga anunció, vía Twitter, que el vídeo se lanzaría pronto y que aún estaba en proceso de edición. Concretamente, dijo que «Telephone ya viene, lo prometo. Todavía está en edición. Quiero que sea perfecto. The Haus of Gaga lo ha denominado como una obra maestra». El estreno oficial del vídeo musical fue el 11 de marzo de 2010 en el canal E! y en  Vevo.com.

### Trama
El vídeo de «Telephone» dura más de nueve minutos y comienza donde «Paparazzi» finalizó, con Gaga siendo detenida por envenenar a su novio.
La cantante es escoltada por dos guardias al interior de una cárcel llamada «Prison for bitches —en español: Prisión para perras—». Al llegar a su celda, las guardias despojan a Gaga de su ropa, la tiran a la cama y le cierran la puerta. La cantante se levanta y se trepa en los barrotes de la celda, mostrándose así, prácticamente desnuda. Al momento, las dos guardias se marchan y una de ellas dice «I told you she didn't have a dick —en español: Te dije que ella no tenía pene—» en referencias a los rumores sobre la falsa intersexualidad de la cantante. Durante tres minutos, el vídeo muestra las actividades de Gaga en la cárcel, las cuales incluyen su beso con otro recluso, donde tiene puestos unos lentes de sol hechos a partir de cigarrillos encendidos; y una pelea entre dos prisioneras, donde la cantante lleva en su cabello latas de refresco de cola simulando ser ruleros. 

Letrero de «hagamos un sándwich» el cual aparece en una escena del vídeo.

Cabe mencionar que la hermana de Gaga, Natali Germanotta, hace un cameo en estas escenas. Después de esto, la cantante es notificada por el altavoz que tiene una llamada por teléfono de Beyoncé, y al descolgar el teléfono empieza a sonar la canción. Gaga canta la primera estrofa de la canción y baila junto con otras prisioneras por los pasillos de la cárcel, vestida con poca ropa y zapatos de tacón. También se muestran escenas cortas de la cantante envuelta con las cintas amarillas de precaución.
Luego, Gaga sale de la prisión y se dirige hacia la Pussy Wagon (vehículo que aparece originalmente en los dos volúmenes de Kill Bill de Quentin Tarantino), donde Beyoncé, quien es apodada como Honey Bee en referencia al personaje Honey Bunny de la película Pulp Fiction, también de Tarantino, está esperándola. Tras un diálogo, Beyoncé canta su interludio y luego se detienen en un restaurante llamado Dinner: Home Style Cooking. Beyoncé se sienta en frente de Gibson e intenta envenenarlo, pero no consigue matarlo como ella esperaba. El vídeo pasa entonces a una escena intermediaria titulada «Let's Make a Sandwich —en español: Hagamos un sándwich—». En dicha escena, Gaga se encuentra en una cocina junto con sus bailarines, y tras preparar y comerse un sándwich, comienzan a bailar. Más tarde, se muestra una escena tipo parodia donde Gaga enseña una receta de cómo preparar veneno a través de un programa ficticio de televisión llamado Poison TV. Agrega el veneno a todos los alimentos y enseguida aparece como mesera. Después de entregar los platillos envenenados, se ve cómo uno a uno van muriendo a causa de la intoxicación. Luego, ambas cantantes, vestidas con trajes inspirados en la bandera estadounidense, y un grupo de bailarines comienzan a bailar en el restaurante alrededor de los muertos. A continuación, las dos escapan del lugar mientras se muestran breves cortes de vídeo donde Gaga está bailando enfrente de la Pussy Wagon vestida con un ceñido traje de piel de leopardo. Posteriormente, aparece la transmisión de un reportaje en televisión que muestra lo sucedido en el restaurante al cual llaman «Homicide: The Telephone Effect —en español: Homicidio: El efecto teléfono—». El final muestra a ambas cantantes escapando en la camioneta a través del desierto con las sirenas de la policía sonando de fondo, seguido de un diálogo entre Gaga y Beyonce en el que Beyonce le pregunta «You promise we never come back? —en español: ¿Prometes que nunca volveremos?—» y Gaga le responde diciendo «I promise —en español: Lo prometo—» El vídeo termina con la frase «To be continued... —en español: Ésta historia continuará...—».

### Recibimiento
Matt Donnelly de Los Angeles Times dijo que «el vídeo es un espectáculo visual, hecho de manera fantástica, con peleas entre chicas y envenenamientos». Amy Odell de New York hizo una lista con las diez mejores partes del vídeo y comentó que «el vídeo es de Gaga, pero Beyoncé se luce bien, muestra el enojo, el lado loco que acabamos de conocer que se escondía bajo su fachada demasiado perfecta». Otro editor de la revista New York declaró que «lo que Madonna y Michael Jackson eran para MTV, Lady Gaga lo es para YouTube: una aplicación asesina. Ella, más que nadie, ha hecho de nuevo videos musicales relevantes para la industria». Monica Herrera de Billboard le dio una revisión positiva al vídeo diciendo que «el clip está lleno de intriga, peleas de prisión, envenenamiento en masa y un montón de conjuntos». Tanner Stransky de Entertainment Weekly se preguntó si realmente el vídeo es mejor que su antecesor, «Bad Romance». Concretamente dijo «¿Es tan bueno como su épico 'Bad Romance'? Lamentablemente, yo no lo creo». James Montogomery de MTV comentó que el vídeo:

«Es eléctrico, es excelente y lleno de vida. Es el mejor clip que verás en el año. Con «Telephone», Gaga ha entrado en lo más raro del pop, allí, con Madonna y Michael Jackson».
James Montogomery

William Goodman del sitio web Spin comentó que «el clip es una pieza maestra de elevado presupuesto del pop, de una artista evidentemente familiarizada con la disciplina. Es un surtido de Whitman's de pepitas de oro del pop». La biógrafa de Gaga, Maureen Callahan, declaró que «con este video, Gaga consiguió que Beyoncé resultara más cool incluso de lo que la había hecho parecer su matrimonio con Jay-Z. Con "Telephone", Gaga produjo algo totalmente tonto, pero de gran repercusión».

## Recepción

### Comentarios de la crítica
La canción recibió en general comentarios positivos por parte de los críticos de música contemporánea. Michael Hubbard del sitio web MusicOMH comentó que la canción es «la mejor parte en The Fame Monster». El sitio web británico Popjustice dio una revisión positiva de la canción diciendo que «es como si la canción de Gwen 'What Are You Waiting For?' conociera a 'The Way I Are' de Timbaland, y a la vez se encontraran con otras cincuenta cosas más... La estructura es bastante excitante... ahí hay algo tumultuosamente brillante acerca de la colaboración de Beyoncé que hace que todo luzca bien, como si ese hubiera sido el plan principal». Evan Sawdey de la revista PopMatters comentó que «la muy comentada “Telephone” —con la colaboración de Beyoncé—, que, con su compás a doble tiempo y sus estrofas trepidantes es sin duda una de las canciones con más descarga de adrenalina que Gaga ha forjado hasta ahora, parece que va a cambiar de carril en cualquier momento gracias a la vertiginosa excitación compartida entre las dos divas, como resultado de lo cual la canción pasa fácilmente a ser el incontrovertido plato fuerte de The Fame Monster». La canción se ubicó en el puesto n.º 3 de los 25 sencillos del 2010, lista elaborada por el crítico de la revista Rolling Stone, Rob Sheffield.
Mikael Woods de Los Angeles Times siente que «Telephone» es una «meditación sobre lo molesto que es cuando un amigo te llama mientras tú estás en la disco». Nicki Escuerdo de Phoenix New Times alistó «Telephone» como una canción fuera del álbum. Sarah Hajibagheri de The Times no se impresionó con la canción y comentó que «la aparición de Beyoncé junto a los tonos de llamada añade la sensación de caos absoluto». Bill Lamb de About.com alistó la canción entre las mejores del disco y comparó la canción con su primer sencillo, «Just Dance». Lamb escribió que:

«'Telephone' es un tema extraño por muchas razones. Líricamente, es el sucesor de 'Just Dance'. Las letras implican a Gaga hablando de que no quiere utilizar su teléfono en el club. Teniendo canciones así, se siente como si 'Just Dance' fue hace mucho y había una Gaga distinta, es un poco extraño. Especialmente cuando se trata de un sencillo planeado ... Es divertido y desechable, pero hay mejores canciones que ofrecer como sencillos en The Fame Monster».
Bill Lamb

### Desempeño comercial
«Telephone» tuvo una gran recepción comercial, logrando entrar en el repertorio de los diez más vendidos en casi todos los países. Mundialmente, la canción logró vender 7 400 000 millones de copias que, de acuerdo con la IFPI, convirtieron a «Telephone» en una de las canciones más exitosas del 2010.

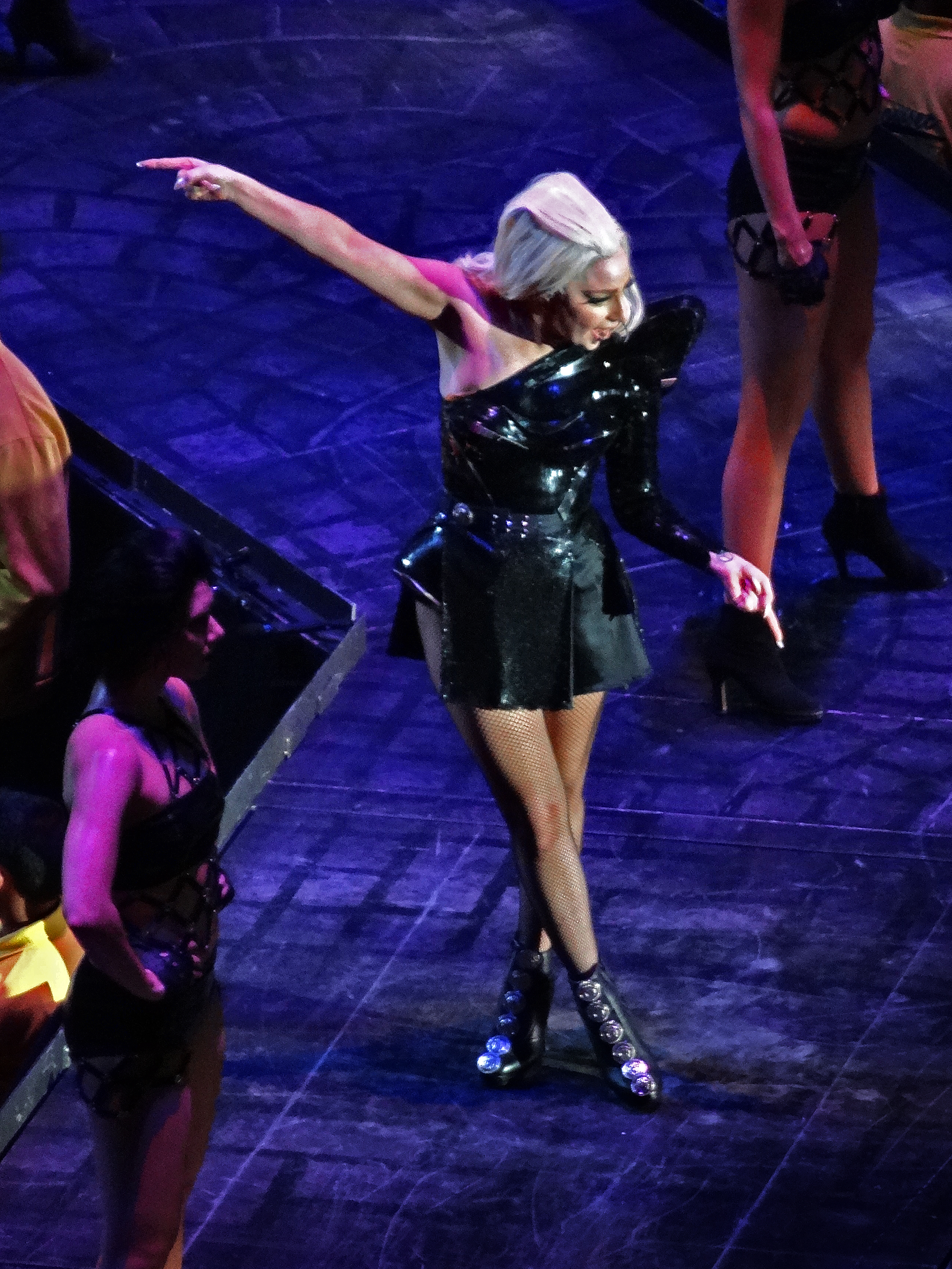
Gaga cantando «Telephone» durante su gira de 2012 The Born This Way Ball.

En Estados Unidos, la canción debutó gracias a las descargas digitales en el puesto treinta en la semana del 12 de diciembre de 2009. Luego de varias semanas, y después de ser confirmado sencillo, la canción alcanzó el tercer puesto de la lista Billboard Hot 100, convirtiéndose en el sexto sencillo consecutivo de Lady Gaga dentro de los diez más vendidos. El 27 de febrero de 2010, alcanzó el número uno en la lista Dance/Club Play Songs, donde permaneció hasta el 6 de marzo del mismo año. Billboard anunció el 15 de marzo de 2010 que «Telephone» alcanzó el número uno en la lista Pop Songs, convirtiéndose en el sexto número uno consecutivo de Gaga en la lista, haciendo de ella la única artista en la historia que logra posicionar sus primeros seis sencillos en el número uno. Paralelamente, se convirtió también en el sexto número uno de Beyoncé, con lo cual, hasta ese entonces, ambas cantantes empataron a Mariah Carey quien también tiene seis números uno. Para el 20 de octubre de 2012, Nielsen SoundScan informó que en los Estados Unidos la canción vendió 3 191 000 copias legales, convirtiéndose hasta entonces en la sexta canción de la cantante que logra superar dicha cifra. Hasta el 25 de febrero de 2018, había vendido 5.8 millones de copias en los Estados Unidos. En Canadá, la canción debutó en el puesto catorce, y luego de unas semanas alcanzó el puesto n.º 3. La empresa de certificaciones discográficas de ese país, CRIA, le otorgó el reconocimiento de tres veces disco de platino por haber vendido 120 000 copias digitales.
«Telephone» tuvo una gran recepción en el continente europeo, entrando en el Top 10 de todos los países. Más específicamente, en Reino Unido la canción debutó en el puesto treinta. En su decimoquinta semana logró superar su posición y se posicionó en el puesto n.º 12. Una semana después, saltó once lugares consiguiendo el primer puesto y convirtiéndose en el cuarto número uno de la cantante en el país. Al mismo tiempo, se convirtió en el séptimo número uno de Beyoncé. Para enero de 2025, la canción vendió más de 1.6 millones de unidades en el país. La canción logró llegar al número uno en Bélgica, Dinamarca, Irlanda y Noruega. Además, consiguió ser certificado como disco de platino en Italia con 20 000 copias vendidas y Dinamarca con 15 000. También fue disco de oro en Bélgica con 15 000 copias vendidas en cada país.
En Oceanía, la canción tuvo una gran recepción. Concretamente, en Australia «Telephone» debutó en el puesto n.º 29 y luego de unas semanas alcanzó la tercera posición. La empresa de certificaciones discográficas del país, Australian Recording Industry Association, le otorgó el reconocimiento de tres veces discos de platino por haber vendido 210 000 copias. En Nueva Zelanda, «Telephone» debutó en el puesto n.º 31 y luego de unas semanas llegó a la tercera posición, donde se mantuvo una sola semana. La RIANZ, empresa de certificaciones discográficas del país, le otorgó el reconocimiento de disco de platino por haber vendido 15 000 copias legales.

## Interpretaciones en directo
El 16 de febrero de 2010 Gaga cantó «Telephone» en los premios Brit 2010. La actuación estuvo inspirada en la reciente muerte de su amigo y diseñador de moda, Alexander McQueen. Inicialmente se había planeado una versión diferente de la actuación, pero la cantante cambió de idea en el último momento, ya que quería rendir homenaje a McQueen. Entonces decidió que cantaría una versión acústica de «Telephone» y un remix de «Dance in the Dark».

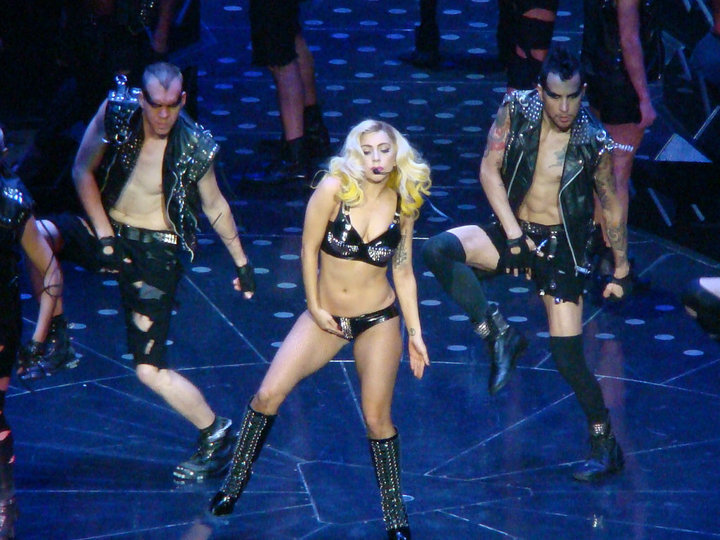
Gaga cantando «Telephone» en su gira The Monster Ball Tour.

Al comenzar la actuación, Gaga anunció al público: «esto es para Alexander McQueen». La actuación fue discreta en comparación con las anteriores presentaciones de Gaga. Luego de cantar «Telephone», Gaga se levantó del piano y caminó, al ritmo de la música, hacia un keytar más grande de lo normal que había en el escenario, donde cantó una versión techno de «Dance in the Dark». Finalizada la actuación, la cantante dijo mediante su cuenta en Twitter:

«La presentación de esta noche está inspirada en nuestro amigo Alexander. Máscara hecha por Phillip Treacy, y la escultura por Nick Knight, música por Lady Gaga. Te extrañamos».

El 16 de abril de 2010, la cantante interpretó «Telephone» en el programa de televisión japonés llamado Music Station. La actuación incluyó una pequeña dramatización similar a la del propio video musical de la canción; la cantante estaba vestida con un traje diseñado por Somarta y Yuima Nakazato. Gaga cantó «Telephone» el 3 de marzo de 2010, junto con «Brown Eyes», en el programa británico Friday Night with Jonathan Ross para un episodio que salió al aire el 5 de marzo. La cantante agregó «Telephone» a la lista de canciones que interpreta en la versión renovada de su gira The Monster Ball Tour, y la canta en el segundo acto llamado «metro». En junio de 2011, Beyoncé interpretó parte de la canción durante su presentación en el Festival Glastonbury de 2011. El 24 de septiembre de 2011, la cantante se presentó en el iHeartRadio Music Festival, donde cantó «Telephone» junto con canciones de sus álbumes The Fame, The Fame Monster y Born This Way: «Just Dance», «Poker Face», «LoveGame», «Paparazzi», «Bad Romance», «Alejandro», «Born This Way», «Judas», «The Edge of Glory», «Yoü and I», «Hair» y «Scheiße». Además de ello, interpretó junto al cantante británico Sting otras dos canciones: «Stand By Me», perteneciente a Ben E. King, y «King of Pain» de The Police. A pesar de ser un dueto, ambas cantantes nunca compartieron un escenario para cantar la canción juntas. También fue interpretada en su artRAVE: The ARTPOP Ball Tour. El 5 de febrero de 2017, Gaga la interpretó en el espectáculo de medio tiempo del Super Bowl LI junto a otros de sus temas como «Million Reasons», «Poker Face», «Born This Way», «Just Dance» y «Bad Romance». Durante la actuación, la cantó en el escenario principal usando un overol plateado. Gaga también la incluyó en el repertorio de sus giras Joanne World Tour y The Chromatica Ball, así como de su residencia Lady Gaga: Enigma.

## Versiones de otros artistas
El 2 de mayo de 2010, se filtró un supuesto demo hecho por Britney Spears. Luego de distintas opiniones sobre si realmente el demo era de Spears, Darkchild, productor de «Telephone», declaró que realmente era el demo grabado por Britney. También el productor dijo, vía Ustream, que «fue de las primeras versiones del demo, y ni siquiera estaba mezclada». Además, afirmó que no fue él quien filtró la canción y que no daría a conocer la versión entera. El estilo musical del demo ha sido comparado con el de «Piece of Me», y la canción en sí generó comparaciones con su quinto álbum de estudio, Blackout. Rob Sheffield de la revista Rolling Stone elogió la versión de Britney.
Otras versiones de «Telephone» grabadas y puestas como descarga digital en iTunes son las de HelenaMaria, Aston, Bangin Productions, y la de Pomplamoose. El ganador del programa británico The X Factor Joe McElderry cantó una versión de «Telephone» en la sección Live Lounge de la radio Radio 1's Big Weekend. Lea Michele y Charice Pempengco hicieron una versión especial de «Telephone» para la serie Glee que apareció el 21 de septiembre de 2010 en el capítulo llamado «Audition». El líder de la banda irlandesa U2, Bono, y su esposa versionaron la canción como regalo para su hija Eve Hewson en su 21 cumpleaños.

## Formatos yremixes
- Descarga digital

| Telephone: The Remixes EP |                                              |          |  |
| N.º                       | Título                                       | Duración |  |
| 1.                        | «Telephone» (Alphabeat Extended Remix)       | 6:41     |  |
| 2.                        | «Telephone» (Crookers Vocal Remix)           | 4:50     |  |
| 3.                        | «Telephone» (DJ Dan Extended Vocal Remix)    | 5:59     |  |
| 4.                        | «Telephone» (DJ Dan Vocal Remix)             | 3:28     |  |
| 5.                        | «Telephone» (Dr. Rosen Main Remix)           | 6:25     |  |
| 6.                        | «Telephone» (Electrolightz Remix)            | 4:26     |  |
| 7.                        | «Telephone» (Kaskade Extended Remix)         | 5:24     |  |
| 8.                        | «Telephone» (Ming Extended Remix)            | 4:31     |  |
| 9.                        | «Telephone» (Passion Pit Remix)              | 5:13     |  |
| 10.                       | «Telephone» (Tom Neville's Ear Ringer Remix) | 7:14     |  |

| Sencillo digital — Reino Unido |                             |          |  |
| N.º                            | Título                      | Duración |  |
| 1.                             | «Telephone» (con Beyoncé)   | 3:40     |  |
| 2.                             | «Telephone» (vídeo musical) | 9:27     |  |

| Descarga digital — Italia, Francia y Reino Unido |                                                                 |          |  |
| N.º                                              | Título                                                          | Duración |  |
| 1.                                               | «Telephone» (Alphabeat Extended Remix)                          | 6:41     |  |
| 2.                                               | «Telephone» (Crookers Vocal Remix)                              | 4:49     |  |
| 3.                                               | «Telephone» (DJ Dan Extended Vocal Remix —solo en Reino Unido—) | 5:59     |  |
| 4.                                               | «Telephone» (Electrolightz Remix)                               | 4:26     |  |
| 5.                                               | «Telephone» (Kaskade Extended Remix)                            | 5:24     |  |
| 6.                                               | «Telephone» (Ming Extended Remix)                               | 4:31     |  |
| 7.                                               | «Telephone» (Passion Pit Remix)                                 | 5:12     |  |
| 8.                                               | «Telephone» (Tom Neville's Ear Ringer Radio Remix)              | 4:17     |  |

| "The DJ Remixes" EP digital |                                                    |          |  |
| N.º                         | Título                                             | Duración |  |
| 1.                          | «Telephone» (Alphabeat Remix Edit)                 | 4:49     |  |
| 2.                          | «Telephone» (Crookers Dub Remix)                   | 5:08     |  |
| 3.                          | «Telephone» (DJ Dan Dub Remix)                     | 6:22     |  |
| 4.                          | «Telephone» (Kaskade Dub Remix)                    | 4:40     |  |
| 5.                          | «Telephone» (Kaskade Radio Remix)                  | 3:43     |  |
| 6.                          | «Telephone» (Ming Dub Remix)                       | 4:03     |  |
| 7.                          | «Telephone» (Ming Radio Remix)                     | 3:12     |  |
| 8.                          | «Telephone» (Tom Neville's Ear Ringer Radio Remix) | 4:18     |  |
| 9.                          | «Bad Romance» (DJ Paulo's Gaga Oh La-La Remix)     | 9:41     |  |

- Disco de vinilo

| Disco de vinilo de siete pulgadas — Reino Unido |                                 |          |  |
| N.º                                             | Título                          | Duración |  |
| 1.                                              | «Telephone» (con Beyoncé)       | 3:40     |  |
| 2.                                              | «Telephone» (Passion Pit Remix) | 5:13     |  |

- Sencillo en CD

| Sencillo en CD — Europa y Reino Unido |                               |          |  |
| N.º                                   | Título                        | Duración |  |
| 1.                                    | «Telephone» (con Beyoncé)     | 3:40     |  |
| 2.                                    | «Telephone» (Alphabeat Remix) | 4:51     |  |

## Posicionamiento en listas

### Semanales
| Alemania          | German Singles Chart      | 3  |
| Australia         | Australian Singles Chart  | 3  |
| Austria           | Austrian Singles Chart    | 3  |
| Bélgica (Flandes) | Ultratop 50 Singles       | 1  |
| Bélgica (Valonia) | Ultratop 40 Singles       | 1  |
| Brasil            | Brazilian Hot 100 Airplay | 3  |
| Bulgaria          | Bulgarian Airplay Charts  | 2  |
| Canadá            | Canadian Hot 100          | 3  |
| Dinamarca         | Danish Singles Chart      | 1  |
| Escocia           | Scottish Singles Chart    | 1  |
| España            | Spanish Singles Chart     | 5  |
| Estados Unidos    | Billboard Hot 100         | 3  |
| Estados Unidos    | Pop Songs                 | 1  |
| Estados Unidos    | Dance/Club Play Songs     | 1  |
| Finlandia         | Finnish Singles Chart     | 7  |
| Francia           | French Singles Chart      | 3  |
| Hungría           | Hungarian Singles Chart   | 3  |
| Irlanda           | Irish Singles Chart       | 1  |
| Italia            | Italian Singles Chart     | 2  |
| Japón             | Japan Hot 100             | 21 |
| Noruega           | Norwegian Singles Chart   | 1  |
| Nueva Zelanda     | New Zealand Singles Chart | 3  |
| Países Bajos      | Dutch Top 40              | 6  |
| Polonia           | Polish Airplay Chart      | 2  |
| Reino Unido       | UK Singles Chart          | 1  |
| República Checa   | Radio Top 100 Chart       | 9  |
| Suecia            | Swedish Singles Chart     | 2  |
| Suiza             | Swiss Singles Chart       | 4  |
| Europa            | European Hot 100          | 1  |

| Predecesor: «Russian Roulette» de Rihanna                                       | US Billboard Hot Dance Club Songs — Sencillo N°1 27 de febrero de 2010 — 6 de marzo de 2010                                    | Sucesor: «Hard» de Rihanna con Jeezy                             |
| Predecesor: «Pass Out» de Tinie Tempah                                          | UK Singles Chart — Sencillo N°1 21 de marzo de 2010 — 3 de abril de 2010                                                       | Sucesor: «This Ain't a Love Song» de Scouting for Girls          |
| Predecesor: «Gave It All Away» de Boyzone                                       | Irish Singles Chart — Sencillo N°1 25 de marzo de 2010 — 15 de abril de 2010                                                   | Sucesor: «Gives You Hell» de Glee                                |
| Predecesor: «Yes Man» de Bjørn Johan Muri                                       | Norwegian Singles Chart — Sencillo N°1 31 de marzo de 2010 — 14 de abril de 2010                                               | Sucesor: «Fight for This Love» de Cheryl Cole                    |
| Predecesor: «Tik Tok» de Kesha                                                  | Billboard Pop Songs — Sencillo N°1 27 de marzo de 2010 — 24 de abril de 2010                                                   | Sucesor: «In My Head» de Jason Derulo                            |
| Predecesor: «Memories» de David Guetta con Kid Cudi «Alors on danse» de Stromae | Belgian Singles Chart (Wallonia) — Sencillo N°1 3 de abril de 2010 — 1 de mayo de 2010 15 de mayo de 2010 — 2 de junio de 2010 | Sucesor: «Alors on danse» de Stromae «Alors on danse» de Stromae |
| Predecesor: «Me and My Guitar» de Tom Dice                                      | Belgian Singles Chart (Flanders) — Sencillo N°1 3 de abril de 2010 — 1 de mayo de 2010                                         | Sucesor: «Alors on danse» de Stromae                             |
| Predecesor: «My Dream» de Thomas Ring                                           | Danish Singles Chart — Sencillo N°1 16 de abril de 2010 — 23 de abril de 2010                                                  | Sucesor: «Mest ondt» de Burhan G y Medina                        |
| Predecesor: «Alors on danse» de Stromae                                         | European Hot 100 Singles — Sencillo N°1 24 de abril de 2010 — 8 de mayo de 2010                                                | Sucesor: «Alors on danse» de Stromae                             |

### Certificaciones
| País           | Organismo certificador | Certificación | Ventas certificadas | Ref.           |
| -------------- | ---------------------- | ------------- | ------------------- | -------------- |
| Alemania       | BVMI                   | Oro           | 150 000             | [ 112 ]        |
| Australia      | ARIA                   | 8× Platino    | 560 000             | [ 63 ]         |
| Bélgica        | IFPI — Bélgica         | Oro           | 15 000              | [ 62 ]         |
| Brasil         | ABPD                   | 3× Platino    | 120 000             | [ 113 ]        |
| Canadá         | CRIA                   | 3× Platino    | 120 000             | [ 56 ]         |
| Dinamarca      | IFPI — Dinamarca       | Platino       | 30 000              | [ 61 ]         |
| España         | PROMUSICAE             | Platino       | 40 000              | [ 114 ]        |
| Estados Unidos | RIAA                   | 5× Platino    | 5 000               | [ 115 ]        |
| Francia        | SNEP                   | Oro           | 150 000             | [ 116 ]        |
| Italia         | FIMI                   | Platino       | 30 000              | [ 117 ]        |
| Japón          | RIAJ                   | Platino       | 200 000             | [ 118 ]        |
| Noruega        | IFPI — Noruega         | 2× Platino    | 120 000             | [ 119 ]        |
| Nueva Zelanda  | RIANZ                  | Platino       | 15 000              | [ 64 ]         |
| Reino Unido    | BPI                    | 2× Platino    | 1 600 000           | [ 59 ] [ 120 ] |
| Suiza          | IFPI — Suiza           | Oro           | 15 000              | [ 121 ]        |

### Anuales
| Alemania          | German Singles Chart                  | 50 |
| Australia         | Australian Singles Chart              | 20 |
| Austria           | Austrian Singles Chart                | 36 |
| Bélgica (Flandes) | Belgian Singles Chart                 | 11 |
| Bélgica (Valonia) | Belgian Singles Chart                 | 9  |
| Canadá            | Canadian Hot 100                      | 15 |
| Estados Unidos    | US Billboard Hot 100                  | 16 |
| Estados Unidos    | US Pop Songs                          | 11 |
| Estados Unidos    | US Dance/Club Play Songs              | 38 |
| Estados Unidos    | US Hot Dance/Electronic Digital Songs | 1  |
| Japón             | Japanese Top 100                      | 87 |
| Países Bajos      | Dutch Top 40                          | 45 |
| Reino Unido       | UK Singles Chart                      | 15 |
| Suiza             | Swiss Singles Chart                   | 44 |
| Europa            | European Hot 100                      | 12 |

## Premios y nominaciones
El sencillo «Telephone» fue nominado en distintas ceremonias de premiación. A continuación, una lista con algunas de las candidaturas que obtuvo el sencillo:
| Año  | Ceremonia de premiación                   | Premio                          | Resultado | Ref.            |
| ---- | ----------------------------------------- | ------------------------------- | --------- | --------------- |
| 2010 | iTunes                                    | Mejor canción del año           | Ganador   | [ 137 ]         |
| 2010 | MTV Europe Music Awards                   | Mejor vídeo                     | Nominado  | [ 138 ]         |
| 2010 | MTV Video Music Awards                    | Vídeo del año                   | Nominado  | [ 139 ] [ 140 ] |
| 2010 | MTV Video Music Awards                    | Mejor colaboración              | Ganador   | [ 139 ] [ 140 ] |
| 2010 | MTV Video Music Awards                    | Mejor coreografía               | Nominado  | [ 139 ] [ 140 ] |
| 2010 | Virgin Media Music Awards                 | Mejor vídeo                     | Nominado  | [ 141 ]         |
| 2010 | Virgin Media Music Awards                 | Mejor sencillo                  | Nominado  | [ 141 ]         |
| 2010 | Nickelodeon Australian Kids Choice Awards | Canción Favorita                | Nominado  |                 |
| 2011 | Premios Grammy                            | Mejor colaboración vocal de pop | Nominado  | [ 142 ]         |
| 2011 | People's Choice Awards                    | Vídeo musical favorito          | Nominado  | [ 143 ]         |
| 2011 | People's Choice Awards                    | Canción favorita                | Nominado  | [ 143 ]         |

## Historial de lanzamientos
| País           | Fecha                 | Formato                               | Ref.                            |
| -------------- | --------------------- | ------------------------------------- | ------------------------------- |
| Estados Unidos | 26 de enero de 2010   | Top 40, Rhythmic, Urban y Hot AC      | [ 144 ] [ 145 ] [ 146 ] [ 147 ] |
| Francia        | 15 de febrero de 2010 | Descarga digital                      | [ 148 ]                         |
| Estados Unidos | 2 de marzo de 2010    | The Remixes EP – Descarga digital     | [ 149 ]                         |
| Reino Unido    | 2 de marzo de 2010    | The Remixes EP – Descarga digital     | [ 150 ]                         |
| Canadá         | 2 de marzo de 2010    | The Remixes EP – Descarga digital     | [ 151 ]                         |
| Francia        | 2 de marzo de 2010    | The Remixes EP – Descarga digital     | [ 152 ]                         |
| Dinamarca      | 2 de marzo de 2010    | The Remixes EP – Descarga digital     | [ 153 ]                         |
| Suecia         | 2 de marzo de 2010    | The Remixes EP – Descarga digital     | [ 154 ]                         |
| Suiza          | 2 de marzo de 2010    | The Remixes EP – Descarga digital     | [ 155 ]                         |
| Bélgica        | 2 de marzo de 2010    | The Remixes EP – Descarga digital     | [ 156 ]                         |
| Irlanda        | 2 de marzo de 2010    | The Remixes EP – Descarga digital     | [ 157 ]                         |
| Países Bajos   | 2 de marzo de 2010    | The Remixes EP – Descarga digital     | [ 158 ]                         |
| Reino Unido    | 15 de marzo de 2010   | Sencillo en CD, 7" y descarga digital | [ 159 ] [ 160 ]                 |
| Estados Unidos | 30 de marzo de 2010   | The Remixes EP – Sencillo en CD       | [ 161 ]                         |
| Alemania       | 2 de abril de 2010    | Sencillo en CD                        | [ 162 ]                         |
| Francia        | 5 de abril de 2010    | Descarga digital                      | [ 163 ]                         |
| Francia        | 6 de abril de 2010    | Sencillo en CD                        | [ 164 ]                         |

## Créditos
- Lady Gaga: composición y voz
- Beyoncé: coescritora y vocales
- Darkchild: coescritor y productor
- LaShawn Daniels: coescritora
- Lazonate Franklin: coescritora
- Mike Donaldson: grabación de vocales de Gaga
- Hisashi Mizoguchi: grabación de vocales de Beyoncé
- Mark Stent: mezcla

Fuentes: Allmusic y Discogs.